# Euphonia plumbea
Euphonia plumbea là một loài chim trong họ Fringillidae.